# Heterospilus leptostyli
Heterospilus leptostyli är en stekelart som beskrevs av Sievert Allen Rohwer 1913. Heterospilus leptostyli ingår i släktet Heterospilus och familjen bracksteklar. Inga underarter finns listade i Catalogue of Life.